# روني ديفيس
روني ديفيس (بالإنجليزية: Ronnie Davis)‏ هو مغني جامايكي، ولد في 4 يوليو 1950 في سفانا لامار ‏ في جامايكا، وتوفي بنفس المكان في 25 يناير 2017.

## وصلات خارجية
- روني ديفيس على موقع ميوزك برينز (الإنجليزية)
- روني ديفيس على موقع ديسكوغز (الإنجليزية)